# Igloo Records
Igloo Records is een Belgisch platenlabel, dat vooral jazz van Belgische musici uitbrengt. Het label werd in 1978 opgericht door jazzfans in Brussel die iets wilden doen voor musici die bij de grote platenmaatschappijen niet aan de bak kwamen. Sinds de oprichting is de koers gaandeweg veranderd: van het uitbrengen van elektro-akoestische muziek, geïmproviseerde muziek en bijvoorbeeld geluidspoëzie naar het uitbrengen van vooral moderne jazz en mult-culturele muziek.
Met de overname van het label LDH Records werd de weg naar de jazz definitief ingeslagen. Musici die op Igloo uitkwamen zijn onder meer Godfried-Willem Raes, Fred Van Hove, Philip Catherine, Nathalie Loriers, Diederik Wissels, Charles Loos, Sam Bennett, Chet Baker (met Catherine en Jean-Louis Rassinfosse), Steve Houben, Philippe Aerts, Éric Legnini en Majid Bekkas.
Op het sublabel IglooMondo voor multi-culturele muziek kwam werk uit van bijvoorbeeld Wendo Kolosoy en Manou Gallo. Andere sublabels zijn Iglectic, Factice en Franc'Amour.